# Binong (Maja)
Binong is een bestuurslaag in het regentschap Lebak van de provincie Banten, Indonesië. Binong telt 3643 inwoners (volkstelling 2010).